# Bårby borg

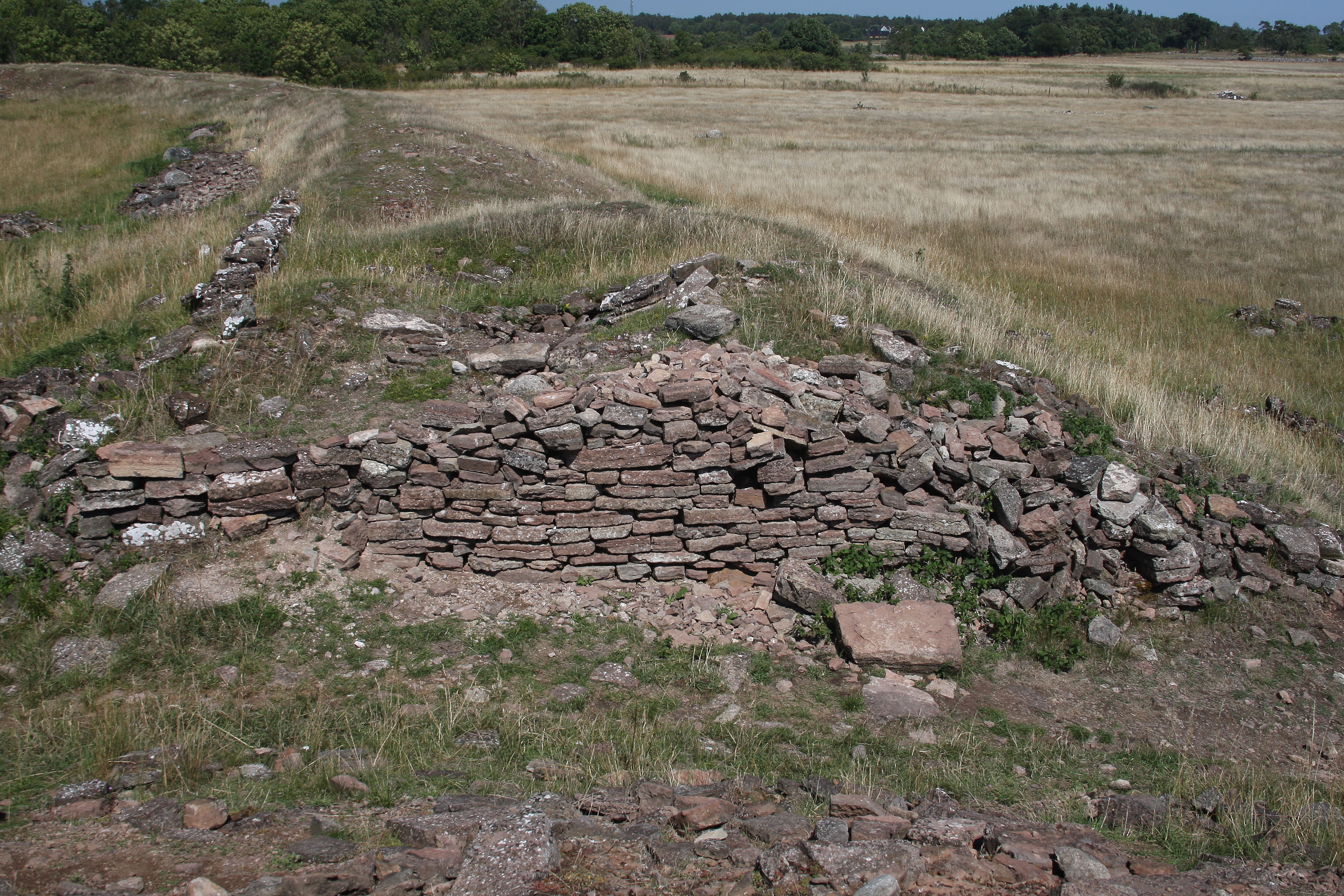
Port och murparti

Bårby borg är en fornborg på södra Öland.
Bårby borg ligger strax söder om Bårby by i Mörbylånga socken. Det är den enda av öns fornborgar som utnyttjar en naturlig bergbrant. Borgen består av en halvcirkelformad stenvall som går fram till landborgskanten. Borgens diameter är 150 meter.
Borgens inre område har varit uppodlat. Fynd visar att borgen har bebyggts under två perioder, dels under folkvandringstiden och senare under medeltiden, liksom två av Ölands andra fornborgar, Eketorp och Gråborg.
Borgens syfte var bland annat Ölands försvar mot pirater från Baltikum. Den var i bruk fram till 1600-talet.
Vid utgrävningar hittades föremål som dräktspännen, knivar, kammar och lerkärl. Betydande är fyndet av ett guldmynt som präglades åt den bysantiska kejsaren Justinus I som regerade mellan 518 och 527.